# Пітер Флемінг
Пітер Блейр Флемінг (англ. Peter Blair Fleming; нар. 21 січня 1955,  Чатгем-Боро (Нью-Джерсі)) — колишній американський професійний тенісист,  колишня перша ракетка ATP у парному розряді (11 червня 1984), семиразовий переможець турнірів Великого шолома в парному розряді.
Здобув три одиночні та шістдесят парних титулів туру ATP.
Найвищу одиночну позицію світового рейтингу — 8 місце досяг 7 липня 1980 року. 
Завершив кар'єру 1988 року.

## Важливі Фінали

### Парний розряд (60 перемог, 21 поразка)
| Результат | Ранг | Дата | Турнір                                          | Покриття   | Партнер       | Опоненти                                 | Рахунок                 |
| --------- | ---- | ---- | ----------------------------------------------- | ---------- | ------------- | ---------------------------------------- | ----------------------- |
| Поразка   | 1.   | 1976 | La Costa, США                                   | Тверде     | Джін Меєр     | Марті Ріссен Роско Теннер                | 6–7, 6–7                |
| Поразка   | 2.   | 1977 | Колумбус, США                                   | Ґрунт      | Джін Меєр     | Роберт Лутц Стен Сміт                    | 6–4, 5–7, 2–6           |
| Поразка   | 3.   | 1977 | Лагуна-Нігел, США                               | Тверде     | Трей Волткі   | Чіко Гейгі Біллі Мартін                  | 3–6, 4–6                |
| Поразка   | 4.   | 1977 | Йоганнесбург, ПАР                               | Тверде     | Реймонд Мур   | Марті Ріссен Роско Теннер                | 6–7, 6–7                |
| Перемога  | 1.   | 1978 | Мастерс Монте-Карло, Монако                     | Ґрунт      | Томаш Шмід    | Хайме Фійоль Іліє Настасе                | 6–4, 7–5                |
| Поразка   | 5.   | 1978 | Вімблдонський турнір, Лондон                    | Трава      | Джон Макінрой | Боб Г'юїтт Фрю Макміллан                 | 1–6, 4–6, 2–6           |
| Перемога  | 2.   | 1978 | Саут-Орандж, США                                | Ґрунт      | Джон Макінрой | Йон Ціріак Гільєрмо Вілас                | 6–3, 6–3                |
| Перемога  | 3.   | 1978 | Сан-Франциско, США                              | Килим      | Джон Макінрой | Роберт Лутц Стен Сміт                    | 5–7, 6–4, 6–4           |
| Поразка   | 6.   | 1978 | Мауї, США                                       | Тверде     | Джон Макінрой | Тім Галліксон Том Галліксон              | 6–7, 6–7                |
| Перемога  | 4.   | 1978 | Кельн, Німеччина                                | Тверде (i) | Джон Макінрой | Боб Г'юїтт Фрю Макміллан                 | 6–3, 6–2                |
| Перемога  | 5.   | 1978 | Болонья, Італія                                 | Килим      | Джон Макінрой | Жан-Луї Ейє Тоніно Цугареллі             | 6–1, 6–4                |
| Перемога  | 6.   | 1978 | Йоганесбурґ, ПАР                                | Тверде     | Реймонд Мур   | Боб Г'юїтт Фрю Макміллан                 | 6–3, 7–6                |
| Перемога  | 7.   | 1979 | World Doubles WCT, Лондон                       | Килим      | Джон Макінрой | Іліє Настасе Шервуд Стюарт               | 3–6, 6–2, 6–3, 6–1      |
| Поразка   | 7.   | 1979 | Філадельфія, США                                | Килим      | Джон Макінрой | Войцех Фібак Том Оккер                   | 7–5, 1–6, 3–6           |
| Перемога  | 8.   | 1979 | Новий Орлеан, США                               | Килим      | Джон Макінрой | Роберт Лутц Стен Сміт                    | 6–1, 6–3                |
| Перемога  | 9.   | 1979 | Мілан, Італія                                   | Килим      | Джон Макінрой | Хосе Луїс Клерк Томаш Шмід               | 6–1, 6–3                |
| Перемога  | 10.  | 1979 | Роттердам, Нідерланди                           | Килим      | Джон Макінрой | Гайнц Ґюнтгардт Бернард Міттон           | 6–4, 6–4                |
| Перемога  | 11.  | 1979 | Сан-Хосе (Каліфорнія), США                      | Килим      | Джон Макінрой | Генк Пфістер Бред Роув                   | 6–3, 6–4                |
| Перемога  | 12.  | 1979 | Мастерс Рим, Італія                             | Килим      | Томаш Шмід    | Хосе Луїс Клерк Іліє Настасе             | 4–6, 6–1, 7–5           |
| Перемога  | 13.  | 1979 | Вімблдонський турнір, Лондон                    | Трава      | Джон Макінрой | Браян Готтфрід Рауль Рамірес             | 4–6, 6–4, 6–2, 6–2      |
| Перемога  | 14.  | 1979 | Forest Hills WCT, США                           | Ґрунт      | Джон Макінрой | Джін Меєр Сенді Меєр                     | 6–7, 7–6, 6–3           |
| Перемога  | 15.  | 1979 | Саут-Орандж, США                                | Ґрунт      | Джон Макінрой | Фріц Бунінг Брюс Ніколз                  | 6–1, 6–3                |
| Перемога  | 16.  | 1979 | Мастерс Канада, Канада                          | Тверде     | Джон Макінрой | Гайнц Ґюнтгардт Боб Г'юїтт               | 6–7, 7–6, 6–1           |
| Перемога  | 17.  | 1979 | Відкритий чемпіонат США з тенісу, New York City | Тверде     | Джон Макінрой | Роберт Лутц Стен Сміт                    | 6–2, 6–4                |
| Перемога  | 18.  | 1979 | Сан-Франциско, США                              | Килим      | Джон Макінрой | Войцех Фібак Фрю Макміллан               | 6–1, 6–4                |
| Перемога  | 19.  | 1979 | Стокгольм, Швеція                               | Тверде (i) | Джон Макінрой | Войцех Фібак Том Оккер                   | 6–4, 6–4                |
| Перемога  | 20.  | 1979 | Вемблі, Англія                                  | Килим      | Джон Макінрой | Томаш Шмід Стен Сміт                     | 6–2, 6–3                |
| Перемога  | 21.  | 1979 | Болонья, Італія                                 | Килим      | Джон Макінрой | Фріц Бунінг Ферді Тейган                 | 6–1, 6–1                |
| Перемога  | 22.  | 1980 | Філадельфія, США                                | Килим      | Джон Макінрой | Браян Готтфрід Рауль Рамірес             | 6–3, 7–6                |
| Перемога  | 23.  | 1980 | Мілан, Італія                                   | Килим      | Джон Макінрой | Ендрю Паттісон Балч Волтс                | 6–2, 6–7, 6–2           |
| Перемога  | 24.  | 1980 | Forest Hills WCT, США                           | Ґрунт      | Джон Макінрой | Пітер Макнамара Пол Макнамі              | 6–2, 5–7, 6–2           |
| Поразка   | 8.   | 1980 | Колумбус, США                                   | Тверде     | Браян Тічер   | Браян Готтфрід Сенді Меєр                | 4–6, 2–6                |
| Поразка   | 9.   | 1980 | Відкритий чемпіонат США з тенісу, Нью-Йорк      | Тверде     | Джон Макінрой | Роберт Лутц Стен Сміт                    | 6–7, 6–3, 1–6, 6–3, 3–6 |
| Перемога  | 25.  | 1980 | Сан-Франциско, США                              | Килим      | Джон Макінрой | Джін Меєр Сенді Меєр                     | 6–1, 6–4                |
| Перемога  | 26.  | 1980 | Мауї, США                                       | Тверде     | Джон Макінрой | Віктор Амая Генк Пфістер                 | 7–6, 6–7, 6–2           |
| Перемога  | 27.  | 1980 | Сідней, Австралія                               | Тверде (i) | Джон Макінрой | Тім Галліксон Йохан Крік                 | 4–6, 6–1, 6–2           |
| Перемога  | 28.  | 1980 | Hong Kong Tennis Open                           | Тверде     | Ферді Тейган  | Брюс Менсон Браян Тічер                  | 7–5, 6–2                |
| Перемога  | 29.  | 1980 | Вемблі, Англія                                  | Килим      | Джон Макінрой | Білл Скенлон Еліот Телчер                | 7–5, 6–3                |
| Перемога  | 30.  | 1981 | Лас-Веґас, США                                  | Тверде     | Джон Макінрой | Tracy Delatte Трей Волткі                | 6–3, 7–6                |
| Перемога  | 31.  | 1981 | Forest Hills WCT, США                           | Ґрунт      | Джон Макінрой | Джон Фіцджеральд (тенісист) Енді Колберг | 6–4, 6–4                |
| Перемога  | 32.  | 1981 | Вімблдонський турнір, Лондон                    | Трава      | Джон Макінрой | Роберт Лутц Стен Сміт                    | 6–4, 6–4, 6–4           |
| Поразка   | 10.  | 1981 | Мастерс Канада, Канада                          | Тверде     | Джон Макінрой | Рауль Рамірес Ферді Тейган               | 6–2, 6–7, 4–6           |
| Перемога  | 33.  | 1981 | Атланта, США                                    | Тверде     | Фріц Бунінг   | Семмі Джаммалва Тоні Джаммалва           | 6–4, 4–6, 6–3           |
| Перемога  | 34.  | 1981 | Відкритий чемпіонат США з тенісу, Нью-Йорк      | Тверде     | Джон Макінрой | Гайнц Ґюнтгардт Пітер Макнамара          | DEF                     |
| Перемога  | 35.  | 1981 | Сан-Франциско, США                              | Килим      | Джон Макінрой | Марк Едмондсон Шервуд Стюарт             | 7–6, 6–4                |
| Перемога  | 36.  | 1981 | Сідней, Австралія                               | Тверде (i) | Джон Макінрой | Шервуд Стюарт Ферді Тейган               | 6–7, 7–6, 6–1           |
| Поразка   | 11.  | 1981 | Вемблі, Англія                                  | Килим      | Джон Макінрой | Шервуд Стюарт Ферді Тейган               | 5–7, 7–6, 4–6           |
| Перемога  | 37.  | 1982 | Філадельфія, США                                | Килим      | Джон Макінрой | Шервуд Стюарт Ферді Тейган               | 7–6, 6–4                |
| Поразка   | 12.  | 1982 | Мемфіс, США                                     | Килим      | Джон Макінрой | Кевін Каррен Стів Дентон                 | 6–7, 6–4, 2–6           |
| Поразка   | 13.  | 1982 | Вімблдонський турнір, Лондон                    | Трава      | Джон Макінрой | Пол Макнамі Пітер Макнамара              | 3–6, 2–6                |
| Поразка   | 14.  | 1982 | Мастерс Канада, Канада                          | Тверде     | Джон Макінрой | Стів Дентон Марк Едмондсон               | 7–6, 5–7, 2–6           |
| Перемога  | 38.  | 1982 | Мастерс Цинциннаті, США                         | Тверде     | Джон Макінрой | Стів Дентон Марк Едмондсон               | 6–2, 6–3                |
| Перемога  | 39.  | 1982 | Вемблі, Англія                                  | Килим      | Джон Макінрой | Гайнц Ґюнтгардт Томаш Шмід               | 7–6, 6–4                |
| Поразка   | 15.  | 1983 | Філадельфія, США                                | Килим      | Джон Макінрой | Кевін Каррен Стів Дентон                 | 4–6, 6–7                |
| Поразка   | 16.  | 1983 | Роттердам, Нідерланди                           | Тверде (i) | Павел Сложил  | Фріц Бунінг Том Галліксон                | 6–7, 6–4, 6–7           |
| Поразка   | 17.  | 1983 | Мілан, Італія                                   | Килим      | Фріц Бунінг   | Павел Сложил Томаш Шмід                  | 2–6, 7–5, 4–6           |
| Перемога  | 40.  | 1983 | Лос-Анджелес, США                               | Тверде     | Джон Макінрой | Сенді Меєр Ферді Тейган                  | 6–1, 6–2                |
| Перемога  | 41.  | 1983 | Вімблдонський турнір, Лондон                    | Трава      | Джон Макінрой | Тім Галліксон Том Галліксон              | 6–4, 6–3, 6–4           |
| Перемога  | 42.  | 1983 | Відкритий чемпіонат США з тенісу, Нью-Йорк      | Тверде     | Джон Макінрой | Фріц Бунінг Вен Вінітскі                 | 6–3, 6–4, 6–2           |
| Перемога  | 43.  | 1983 | Сан-Франциско, США                              | Килим      | Джон Макінрой | Іван Лендл Вінсент ван Петтен            | 6–1, 6–2                |
| Поразка   | 18.  | 1983 | Стокгольм, Швеція                               | Тверде (i) | Йохан Крік    | Андерс Яррід Ганс Сімонссон              | 3–6, 4–6                |
| Перемога  | 44.  | 1983 | Вемблі, Англія                                  | Килим      | Джон Макінрой | Стів Дентон Шервуд Стюарт                | 6–3, 6–4                |
| Перемога  | 45.  | 1984 | Філадельфія, США                                | Килим      | Джон Макінрой | Анрі Леконт Яннік Ноа                    | 6–2, 6–3                |
| Перемога  | 46.  | 1984 | Мемфіс, США                                     | Килим      | Фріц Бунінг   | Гайнц Ґюнтгардт Томаш Шмід               | 6–3, 6–0                |
| Перемога  | 47.  | 1984 | Мадрид, Іспанія                                 | Килим      | Джон Макінрой | Фріц Бунінг Ферді Тейган                 | 6–3, 6–3                |
| Перемога  | 48.  | 1984 | Вімблдонський турнір, Лондон                    | Трава      | Джон Макінрой | Пет Кеш Пол Макнамі                      | 6–2, 5–7, 6–2, 3–6, 6–3 |
| Перемога  | 49.  | 1984 | Мастерс Канада, Канада                          | Тверде     | Джон Макінрой | Джон Фіцджеральд (тенісист) Кім Ворвік   | 6–4, 6–2                |
| Перемога  | 50.  | 1984 | Сан-Франциско, США                              | Килим      | Джон Макінрой | Майк Де Палмер Семмі Джаммалва           | 6–3, 6–4                |
| Перемога  | 51.  | 1984 | Фінал ATP, Нью-Йорк                             | Килим      | Джон Макінрой | Павел Сложил Томаш Шмід                  | 6–2, 6–2                |
| Перемога  | 52.  | 1985 | Toronto Indoor, Канада                          | Килим      | Андерс Яррід  | Гленн Леєндекер Гленн Мічібата           | 7–6, 6–2                |
| Перемога  | 53.  | 1985 | Х'юстон, США                                    | Килим      | Джон Макінрой | Генк Пфістер Вен Тестермен               | 6–3, 6–2                |
| Перемога  | 54.  | 1985 | Даллас, США                                     | Килим      | Джон Макінрой | Марк Едмондсон Шервуд Стюарт             | 6–3, 6–1                |
| Перемога  | 55.  | 1986 | Мастерс Індіан-Веллс, США                       | Килим      | Гі Форже      | Яннік Ноа Шервуд Стюарт                  | 6–4, 6–3                |
| Поразка   | 19.  | 1986 | Вімблдонський турнір, Лондон                    | Трава      | Гері Доннеллі | Йоакім Нюстром Матс Віландер             | 6–7, 3–6, 3–6           |
| Перемога  | 56.  | 1986 | Stratton Mountain, США                          | Тверде     | Джон Макінрой | Пол Еннекон Крісто ван Ренсбург          | 6–3, 3–6, 6–3           |
| Поразка   | 20.  | 1986 | Лос-Анджелес, США                               | Тверде     | Джон Макінрой | Стефан Едберг Андерс Яррід               | 6–3, 5–7, 6–7           |
| Перемога  | 57.  | 1986 | Сан-Франциско, США                              | Килим      | Джон Макінрой | Майк Де Палмер Гері Доннеллі             | 6–4, 7–6                |
| Перемога  | 58.  | 1986 | Париж, Франція                                  | Килим      | Джон Макінрой | Мансур Бахрамі Дієго Перес               | 6–3, 6–2                |
| Перемога  | 59.  | 1986 | Вемблі, Англія                                  | Килим      | Джон Макінрой | Шервуд Стюарт Кім Ворвік                 | 3–6, 7–6, 6–2           |
| Поразка   | 21.  | 1987 | Форест-Гіллс, США                               | Ґрунт      | Гері Доннеллі | Гі Форже Яннік Ноа                       | 6–4, 4–6, 1–6           |
| Перемога  | 60.  | 1987 | Washington Open, США                            | Тверде     | Гері Доннеллі | Лорі Вордер Блейн Вілленборг             | 6–2, 7–6                |

### Одиночний розряд (3 перемоги, 5 поразок)
| Результат | В-П | Дата | Турнір                     | Покриття | Опонент         | Рахунок                 |
| --------- | --- | ---- | -------------------------- | -------- | --------------- | ----------------------- |
| Поразка   | 0–1 | 1978 | Мауї, США                  | Тверде   | Білл Скенлон    | 2–6, 0–6                |
| Перемога  | 1–1 | 1978 | Болонья, Італія            | Килим    | Адріано Панатта | 6–2, 7–6                |
| Поразка   | 1–2 | 1978 | Montego Bay, Ямайка        | Тверде   | Іліє Настасе    | 6–2, 6–5, 2–6, 4–6, 4–6 |
| Поразка   | 1–3 | 1979 | Сан-Хосе (Каліфорнія), США | Килим    | Джон Макінрой   | 6–7, 6–7                |
| Перемога  | 2–3 | 1979 | Мастерс Цинциннаті, США    | Тверде   | Роско Теннер    | 6–4, 6–2                |
| Перемога  | 3–3 | 1979 | Лос-Анджелес, США          | Килим    | Джон Макінрой   | 6–4, 6–4                |
| Поразка   | 3–4 | 1979 | Сан-Франциско, США         | Килим    | Джон Макінрой   | 6–4, 5–7, 2–6           |
| Поразка   | 3–5 | 1979 | Мауї, США                  | Тверде   | Білл Скенлон    | 1–6, 1–6                |

## Рекорди туру ATP
| Турнір    | Years   | Рекорд                     | Партнер       |
| Фінал ATP | 1978–84 | 7 Титулів                  | Джон Макінрой |
| Фінал ATP | 1978–84 | 7 титулів підряд           | Джон Макінрой |
| Гран-прі  | 1979    | 14 парних титулів за сезон | Джон Макінрой |